# How to Clean Everything
How to Clean Everything es el primer álbum de estudio de la banda de punk canadiense Propagandhi. Fue publicado en 1993 por la discográfica Fat Wreck Chords.

## Lista de canciones
1. "Anti-Manifesto" – 3:36
2. "Head? Chest? Or Foot?" – 2:04
3. "Hate, Myth, Muscle, Etiquette" – 2:43
4. "Showdown (G.E./P.)" – 3:47
5. "Ska Sucks" – 1:50
6. "Middle Finger Response" – 2:23
7. "Stick the Fucking Flag Up Your Goddam Ass, You Sonofabitch" – 2:51
8. "Haillie Sellasse, Up Your Ass" – 4:11
9. "Fuck Machine" – 3:06
10. "This Might Be Satire" – 1:34
11. "Who Will Help Me Bake This Bread?" – 2:41
12. "I Want You to Want Me" (Cheap Trick cover) – 2:47

## Personal
- Chris Hannah - Guitarra y voz
- Jord Samolesky - Batería
- John K. Samson - Bajo